# Narodowy anarchizm

Czerwono-czarna gwiazda z wpisanym krzyżem celtyckim – symbol narodowego anarchizmu

Narodowy anarchizm – koncepcja polityczna próbująca łączyć anarchizm z nacjonalizmem, klasyfikowana jako doktryna tercerystyczna. Genezę doktryny anarchonacjonalizmu można wywieść z myśli amerykańskiego filozofa Francisa Parkera Yockeya oraz barona Juliusa Evoli, choć sam termin i jego założenia zostały sformułowane przez brytyjskiego aktywistę Troya Southgate’a.

## Idea

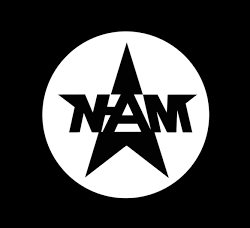
Flaga ruchu narodowo-anarchistycznego

Narodowi anarchiści opowiadają się za likwidacją państwa i ustroju kapitalistycznego. W zamian proponują wprowadzenie hierarchicznych komun z gospodarką opartą na dystrybucjonizmie. Anarchonacjonaliści opowiadają się także za segregacją rasową. Często z tego powodu uważa się narodowy anarchizm za odmianę faszyzmu, jednak sami anarchonacjonaliści odrzucają faszyzm z powodu jego etatyzmu.

## Narodowy anarchizm w Polsce
Idee narodowowyzwoleńcze były obecne wśród anarchistów przełomu XIX i XX wieku w wielu państwach, w tym również i w Polsce. Wyróżnić można m.in. łączących patriotyzm z anarchosyndykalizmem Józefa Zielińskiego i Austyna Wróblewskiego. Innym polskim anarchistą, który łączył postawę patriotyczną z anarchizmem był Jan Hempel. Wpływy anarchistyczne w jego twórczości można dostrzec w dziele Kazania Piastowe z 1911 , które zostały już jednak pozbawione nacjonalistycznych wpływów obecnych w poprzednim dziele - Kazania polskie (1907). 
Postawy prezentowane przez niektórych polskich anarchistów były jednak związane z ideą wyzwolenia się spod omnipotentnego państwa, przy czym naród miał stanowić tutaj zarzewie walki, a nie cel sam w sobie . 